# Veronika Trnková
Veronika Trnková (ur. 13 października 1995 w Pradze) – czeska siatkarka, reprezentantka Czech, grająca na pozycji środkowej.

## Sukcesy klubowe

### młodzieżowe
Mistrzostwo Czech Kadetek:
- 2012
- 2010

Mistrzostwo Czech Juniorek:
- 2012, 2013, 2014

### seniorskie
Mistrzostwo Czech:
- 2017, 2018, 2019, 2021
- 2014, 2015

Puchar Czech:
- 2018, 2019, 2020

MEVZA:
- 2019

## Sukcesy reprezentcyjne
Liga Europejska:
- 2019
- 2022[6]